# Гришенино (Ярославская область)
В Рыбинском районе есть деревни с похожими названиями Гришино и Гришкино.
Гришенино — деревня Октябрьского сельского округа в Октябрьском сельском поселении Рыбинского района Ярославской области .
Деревня расположена на южной окраине посёлка Песочное, на короткой боковой дороге, ведущей от дороги Р151 Ярославль—Рыбинск к этому посёлку. Деревня стоит на небольшом удалении от правого берега реки Сонохты, которая впадает в Волгу на северной окраине Песочного. На топографической карте между Гришенино и берегом Сонохты показаны две деревни: Воскресенье и Чегодаево, которые в современных документах не значится, с учётом  большой плотности плотности населённых пунктов, можно предположить их слияние с Песочным или Гришениным .
По сведениям 1859 года Гришенино, Воскресенское на Сонохте и Чегодаево относились к Романово-Борисоглебскому уезду, граница которого проходила по Сонохте .
На 1 января 2007 года в деревне числилось 33 постоянных жителя . Деревня обслуживается почтовым отделением в посёлке Песочное. По почтовым данным в деревне 36 домов .